# Trailer trash

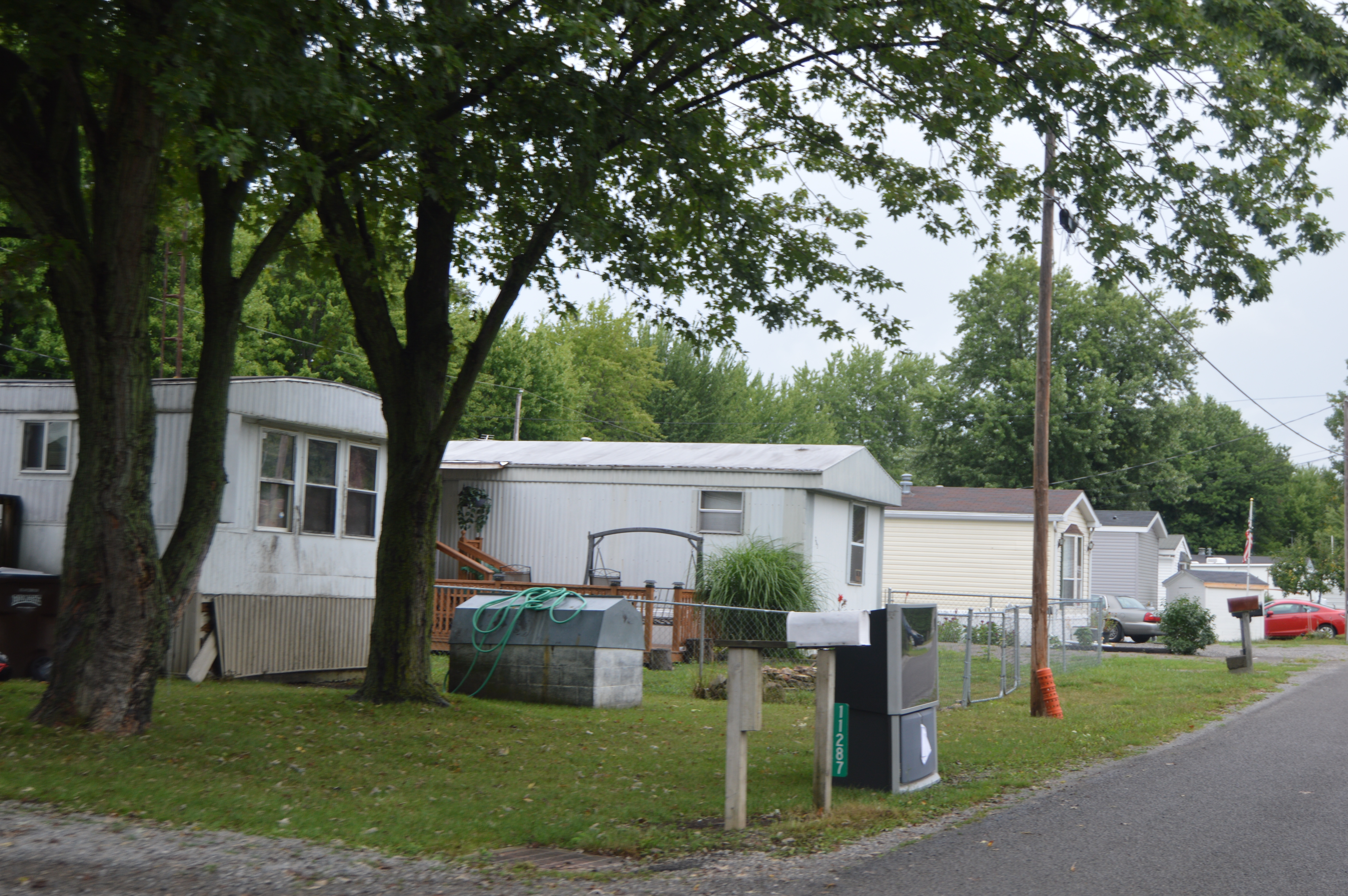
Trailerpark in Ohio

Trailer trash ist eine abfällige Bezeichnung für die Bewohner von Wohnwagensiedlungen in den USA und Kanada. Sie wird meist auf Weiße bezogen und überschneidet sich mit dem Begriff „White Trash“, ohne völlig deckungsgleich zu sein: Mit „white trash“ werden oft arme Bewohner besonders ländlicher und abgelegener Regionen bezeichnet, während das Leben in einem trailer auf Geldmangel zurückgeführt wird.

## Entstehung
Mit der Ausbreitung des Autos und dem Ausbau des Interstate-Highway-Systems wurde es attraktiv, mit dem Auto durch die Vereinigten Staaten zu reisen. Der Ausbau von Hotels und Motels hielt aber mit dem Ausbau der Highways nicht Schritt, deshalb begannen viele Amerikaner, zunächst meist selbstgebaute Wohnwagen und Zelte an ihre Autos anzuhängen.

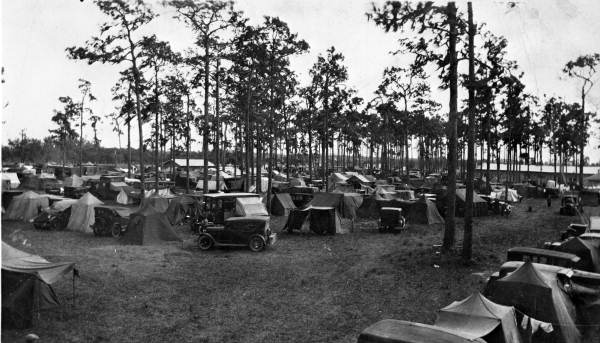
Treffen von Tin Can Tourists, Arcadia (Florida), 1929

1920 gründeten sich die Tin Can Tourists of the World, um die Reisenden zu unterstützen; sie hielt jährliche Treffen von Zelttouristen ab und wandelte sich mit der Zeit in eine Vereinigung von Reisenden mit – meist selbstgebastelten – Wohnwagen, für die das Reisen auch ein Lebensstil war. 1929 kam der erste industriell hergestellte Wohnwagen auf den Markt, er wurde von den Wohnwagenreisenden begeistert angenommen.  Die Zahl der Wohnwagenreisenden nahm im nächsten Jahrzehnt erheblich zu, hinzu kamen in der Großen Depression Arbeitssuchende, die mit ihrem Auto auf der Suche nach Arbeit durch das Land fuhren. Sie sammelten sich in Elendsvierteln an den Rändern der Städte, den Hoovervilles, und auf Parkplätzen an den Highways. Bürger und Politiker fühlten sich von ihnen bedroht. Sie sprachen vom „Trailer-Problem“ als einer „Drohung“ und bezeichneten die Trailerbewohner zum ersten Mal als unerwünschten „trash“ (Abfall). Mit der wirtschaftlichen Erholung durch den New Deal gab es einerseits mehr Reisende, für die der Trailer ein Hobby war, andererseits Arbeitskräfte, oft Landarbeiter, die mobil sein mussten und  deshalb auf Trailer zum Leben angewiesen waren. Dies verschärfte sich dramatisch nach dem amerikanischen Kriegseintritt 1941, als überall im Land Rüstungsfabriken gebaut wurden und der Bau von Häusern für die Arbeitskräfte nicht Schritt halten konnte. Die Regierung ordnete den Bau von 36.000 Trailern als Wohnung für die Arbeiter an, die in Parks von bis dahin nicht bekannter Größe in der Nähe der Fabriken aufgestellt wurden, ein Trailerpark im Osten von Washington beherbergte in 4000 Trailern über 12.000 Beschäftigte. Nach dem Zweiten Weltkrieg machte die G.I. Bill die Unterbringung ehemaliger Soldaten in Universitätsstädten in Trailern notwendig. Weil in den neuen Trailerparks aber die soziale Infrastruktur fehlte, blieb ihr Ansehen problematisch, was die Regierung und die Trailer-Hersteller mit Imagekampagnen ändern wollten. Dazu gehörte die Ersetzung des Worts „Trailercoach“ durch „mobile home“, 1954 wurde dann ein Trailer vorgestellt, der 10 anstatt der bisherigen 8 Fuß breit war. Später kamen Trailer mit 14 und 16 Fuß Breite hinzu und schließlich sogenannte „double-wides“. Am Image der Trailer-Bewohner änderte sich aber nur wenig: in Filmen wie dem 1987 gedrehten Raising Arizona wurden sie als arm, ungebildet und mit Neigung zur Kriminalität dargestellt. Ausnahmen sind lediglich spezielle Parks für Senioren, die sogenannten Snowbirds, die vor dem strengen Winter weiter im Norden flüchten, hauptsächlich im Sun Belt.

## Heutige Situation
Je nach Zählung leben heute zwischen 17,7 Millionen und über 20 Millionen Amerikaner – 6 % der Bevölkerung – in 45.000 bis 50.000 über die USA verteilten Trailerparks. Diese Parks entlasten die sozialen Kassen erheblich, weil nur 25 % der Berechtigten tatsächlich Beihilfen zum Wohnen erhalten. Die Trailer gehören in der Regel den Mietern, diese mieten vom Besitzer des Parks lediglich die Stellplätze. Nach anderen Angaben leben nur 40 % der Besitzer von mobile homes in Trailerparks, das sind 3 Millionen Haushalte mit etwa 8 Millionen Menschen. Das Durchschnittseinkommen der Bewohner von Mobilheimen lag 2013 bei 28,400 $, 75 % von ihnen verdienten weniger als 50,000 $ im Jahr.

## Stigmatisierung
Ein Stigma ist nach Erving Goffman ein tief diskreditierendes Attribut, das seine Träger sozial weniger erwünscht und respektiert als die übrige Bevölkerung macht.  Obwohl Goffman Stigmatisierung von Menschen durch ihre Wohnorte nicht untersuchte, wurde ihre Existenz in vielen Untersuchungen festgestellt, auch unabhängig von rassistisch geprägten Stigmata: die meisten Bewohner von Trailerparks sind weiß. Ursächlich für die Stigmatisierung der Bewohner von Trailern war zunächst ihre Mobilität und fehlende Ortsgebundenheit, verbunden mit dem Fehlen sozialer Bindungen wie z. B. Heirat: die ersten Trailerparks galten als Magnete für Prostitution.  Bewohner von Trailerparks wurden nicht nur für arm, sondern auch potentiell kriminell, suchtkrank und gefährlich gehalten. Serien wie „Trailer Park Boys“ aus Kanada verfestigen dieses Klischee und wirken sich auch negativ auf die Bereitschaft aus, in einen Trailerpark zu ziehen.

## Reaktion der Trailerparkbewohner
Auf ihre Stigmatisierung reagieren die Bewohner von Trailerparks hauptsächlich auf drei Arten: mit Zurückweisung des Stigmas und Bekenntnis der Zugehörigkeit zur Trailerpark-Community, mit Herunterspielen und durch Aneignung des Stigmas als berechtigt, was zur Abwertung der eigenen Person führt.
Seit mehreren Jahren sind Trailerparks zum beliebten Ziel von Investoren geworden, die nach dem Kauf die Mieten oft drastisch erhöhen. Die Mieter sind dagegen weitgehend wehrlos, weil „Mobile Homes“ entgegen ihrem Namen heute nur noch selten ihren Standort verlassen; über 80 % werden nie bewegt. Die Isolation der Trailerparks von den Kommunen, in denen sie liegen und das schlechte Image der Bewohner machen es Investoren leicht, die Mieten dramatisch zu erhöhen oder den Bewohnern ganz zu kündigen, das geringe Selbstbewusstsein infolge der Selbsteinschätzung als „trailer trash“ kommt hinzu. Eine Alternative zum Kauf durch einen Investor kann der Erwerb des Parks durch eine Resident Owned Community (ROC) sein, bei dem die Bewohner des Parks diesen als Kollektiveigentum erwerben. Die Non-Profit-Organisation ROC USA unterstützt die Bewohner hierbei. Dies trägt nicht nur zur Versorgung mit Wohnraum, sondern auch zur Wiederherstellung der Würde der Bewohner von Trailerparks bei.